# IV. třída okresu Opava
IV. třída okresu Opava tvořila společně s ostatními skupinami čtvrté třídy nejnižší (desátou nejvyšší) fotbalovou soutěž v České republice. Byla řízena Okresním fotbalovým svazem Opava. Hrála se každý rok od léta do jara se zimní přestávkou, počet účastníků nebyl stálý. Zanikla po sezoně 2015/16. Vítěz postupoval do III. třídy okresu Opava.

## Vítězové

### IV. třída okresu Opava skupina A
| Ročník    | Vítězný tým               |
| --------- | ------------------------- |
| 2003/2004 | TJ Sokol Sudice           |
| 2004/2005 | TJ Háj ve Slezsku „B“     |
| 2005/2006 | TJ Darkovice „B“          |
| 2006/2007 | SK Moravan Oldřišov „B“   |
| 2007/2008 | TJ Sokol Dobroslavice     |
| 2008/2009 | TJ Sokol Budišovice       |
| 2009/2010 | TJ Sokol Budišovice       |
| 2010/2011 | SK Club Deportivo Opava   |
| 2011/2012 | SK Viktorie Chlebičov „B“ |
| 2012/2013 | TJ Sokol Kozmice „B“      |
| 2013/2014 | TJ Tatran Štítina „B“     |
| 2014/2015 | TJ Sokol Závada           |
| 2015/2016 | TJ Sokol Horní Lhota      |
| 2016/17   | soutěž zrušena            |

### IV. třída okresu Opava skupina B
| Ročník    | Vítězný tým              |
| --------- | ------------------------ |
| 2003/2004 | TJ Sokol Velké Heraltice |
| 2004/2005 | TJ Vítěz Březová         |
| 2005/2006 | TJ Dubina Větřkovice     |
| 2006/2007 | TJ Sokol Slavkov „B“     |
| 2007/2008 | TJ Sokol Deštné          |
| 2008/2009 | TJ Palhanec              |
| 2009/2010 | TJ Otice „B“             |
| 2010/2011 | TJ Vítkov „B“            |
| 2011/2012 | FK Dolní Životice        |
| 2012/2013 | TJ Sokol Melč            |
| 2013/2014 | FK Slavia Opava „B“      |
| 2014/2015 | TJ Sokol Těškovice       |
| 2015/2016 | TJ Sokol Slavkov „B“     |
| 2016/17   | soutěž zrušena           |